# Jeziorsko (gmina)
Jeziorsko – dawna gmina wiejska istniejąca w latach 1937–1954 w woj. łódzkim i poznańskim. Siedzibą władz gminy było Jeziorsko.
Gmina Jeziorsko powstała 1 października 1937 roku w powiecie tureckim w woj. łódzkim z obszaru zniesionych gmin Grzybki (w całości) i Ostrów Wartski (częściowo). Gminę utworzono w związku z reformą gminną przeprowadzoną na terenie powiatu tureckiego w 1937 roku, polegającą na zniesieniu 16 gmin wiejskich, a w ich miejsce utworzeniu 7 nowych. 1 kwietnia 1938 roku gminę wraz z całym powiatem tureckim przeniesiono do woj. poznańskiego.
Po wojnie gmina zachowała przynależność administracyjną. Według stanu z dnia 1 lipca 1952 roku gmina składała się z 25 gromad: Cielce, Czerniaków, Grzybki, Jeziorsko, Klonów, Klonówek, Maszew, Mikołajewice, Miłkowice, Ostrów Wartski, Proboszczowice, Socha, Socha kol., Strachanów, Tądów Górny, Tomisławice, Wilczków, Witów, Wola Miłkowska, Wola Zadąbrowska, Zadąbrowie-Rudunek, Zadąbrowie-Wiatraczysko, Zakrzew, Zaspy i Zielęcin Mały.
Jednostka została zniesiona 29 września 1954 roku wraz z reformą wprowadzającą gromady w miejsce gmin. Po reaktywowaniu gmin z dniem 1 stycznia 1973 roku gminy Jeziorsko nie przywrócono, a jej dawny obszar wszedł głównie w skład nowej gminy Warta w powiecie sieradzkim w woj. łódzkim.